# Governació
|  | Aquest article tracta sobre la demarcació territorial regida per un governador. Si cerqueu la conselleria de la Generalitat de Catalunya, vegeu «Conselleria de Governació de la Generalitat de Catalunya». |

Una governació és una circumscripció territorial de caràcter subestatal anomenada així perquè està regida per un governador. N'hi ha hagut de diversa mena al llarg de la història, i encara n'hi ha avui dia en uns quants estats, especialment els del món islàmic que abans estigueren sota sobirania otomana.

## Governacions actuals
La governació és la unitat administrativa d'una bona part del món àrab, subdivisió heretada del sistema otomà dels vilayets turcs. El nom àrab originari és wilaya (ولاية, wilāya) i fa referència a les divisions administratives de primer ordre d'Algèria, Mauritània, el Sudan i Tunísia, tot i que a la major part d'estats aquesta circumscripció s'anomena muhàfadha (محافظة, muḥāfaẓa): és el cas de Bahrain, Egipte, el Iemen, l'Iraq, Jordània, Kuwait, el Líban, Oman i Síria i, fins a la dècada del 1980, Líbia.

## Governacions històriques
- Als Països Catalans, del segle xiv al xviii, fou el territori sota la jurisdicció d'un governador. Al Principat de Catalunya (on la divisió administrativa principal eren les vegueries) i al Regne de Mallorca (on les governacions coincidien amb les illes) no va tenir el valor de demarcació territorial que sí que tingué al Regne de València, on les dues governacions existents durant més temps, la Governació de València (Subdividida en les sots-governacions de Castelló i de Xàtiva) i la Governació d'Oriola exercien la funció de divisió administrativa bàsica.
- Al País Valencià és el nom amb què foren coneguts els corregiments borbònics, ja que al capdavant de gairebé tots hi havia un corregidor que era alhora governador militar de la guarnició del cap de corregiment.
- A les colònies americanes de l'imperi Espanyol, la governació (en espanyol gobernación) era la unitat territorial inferior al virregnat. N'hi va arribar a haver 34.
- A l'imperi Rus, la governació o gubèrnia (en rus губерния) era la subdivisió administrativa principal. Foren creades per Pere el Gran el 1708 i, amb diverses reformes, van subsistir fins a la revolució del 1917, en què foren substituïdes més endavant pels óblasts (províncies) i krais (territoris).